# Manuel Akanji
Manuel Obafemi Akanji (Neftenbach, 19 de julho de 1995) é um futebolista suíço que atua como zagueiro. Atualmente, joga no Manchester City.

## Carreira no clube

### Futebol juvenil e início de carreira
Akanji iniciou sua carreira juvenil no clube local em Wiesendangen. Em maio de 2007, Akanji mudou de clube e foi jogador da equipe juvenil do FC Winterthur, atuando pela equipe Sub-18 e posteriormente pela segunda equipe. Na Challenge League 2014–15, ele se tornou titular regular do Winterthur depois de ter jogado duas partidas por eles durante a segunda metade da temporada 2013–14.[carece de fontes?]

### FC Basel
Em 15 de abril de 2015, foi anunciado que Akanji transferiria para o FC Basel para a temporada 2015–16 da Swiss Super League. Ele fez sua estreia na Swiss Super League em 26 de setembro de 2015, sendo substituído contra o FC Lugano. Sob o treinador Urs Fischer, Akanji conquistou o campeonato da Swiss Super League no final da temporada 2015–16 e no final da temporada 2016–17 pela segunda vez. Para o clube, esse foi o oitavo título consecutivo e o 20º título de campeonato no total. Eles também conquistaram a Copa da Suíça pela décima segunda vez, o que significava que tinham vencido o double pela sexta vez na história do clube.
Como campeões suíços, o Basel se classificou para a Liga dos Campeões da UEFA de 2017–18 e iniciou na fase de grupos. Akanji jogou em todas as seis partidas durante os 90 minutos completos e ajudou a equipe a terminar na segunda posição do grupo, garantindo assim a classificação para a próxima rodada. Em 15 de janeiro de 2018, o Basel anunciou que Akanji havia transferido para o Borussia Dortmund.

### Borussia Dortmund
Akanji transferiu-se para o Borussia Dortmund em 15 de janeiro de 2018, durante a janela de transferências de inverno, por uma taxa relatada de € 18 milhões Ele assinou um contrato de quatro anos e meio com validade até junho de 2022. Em 2 de fevereiro, Akanji fez sua estreia pelo BVB como substituto aos 87 minutos de jogo por André Schürrle em uma vitória por 3–2 contra o 1. FC Köln.
Em 27 de setembro de 2018, Akanji marcou seu primeiro gol pelo clube e seu primeiro gol na Bundesliga em uma vitória por 7 a 0 sobre o 1. FC Nürnberg. Akanji foi amplamente criticado por seus erros custosos durante o desafio fracassado do Dortmund ao FC Bayern de Munique durante a temporada 2019-20 da Bundesliga. Akanji foi um dos principais jogadores apontados como um elo fraco na equipe.
Akanji jogou os 90 minutos completos quando o Dortmund derrotou o RB Leipzig por 4 a 1 na Final da DFB-Pokal de 2021 no Estádio Olímpico de Berlim em 13 de maio de 2021.

### Manchester City
Em 1º de setembro de 2022, Akanji ingressou no campeão da Premier League, Manchester City, assinando um contrato até 2027, por uma taxa relatada de £ 15 milhões. Ele estreou pelo City cinco dias depois, começando em uma vitória por 4 a 0 fora de casa sobre o Sevilla na fase de grupos da Liga dos Campeões de 2022-23. Ele fez sua estreia na Premier League em 17 de setembro, começando em uma vitória por 3 a 0 fora de casa sobre o Wolverhampton Wanderers. Ele foi eleito o Jogador do Mês do clube para outubro. Em 17 de maio de 2023, ele marcou seu primeiro gol pelo clube e na Liga dos Campeões com um cabeceio desviado por Éder Militão em uma vitória por 4 a 0 sobre o Real Madrid na segunda partida da semifinal. Durante a Premier League de 2022-23, Akanji jogou mais minutos do que qualquer outro defensor do Manchester City.

#### Temporada 2023–24
Em 21 de outubro de 2023, Akanji recebeu seu primeiro cartão vermelho pelo Manchester City em uma vitória por 2 a 1 sobre o Brighton & Hove Albion na Premier League.
Em 25 de outubro, ele marcou seu primeiro gol da temporada em uma vitória por 3 a 1 sobre o BSC Young Boys na Liga dos Campeões. Ele marcou seu primeiro gol na Premier League em uma vitória por 6 a 1 sobre o Bournemouth em 4 de novembro e, em 12 de novembro, marcou em um terceiro jogo consecutivo quando o City empatou em 4 a 4 com o Chelsea no Stamford Bridge.

## Carreira internacional

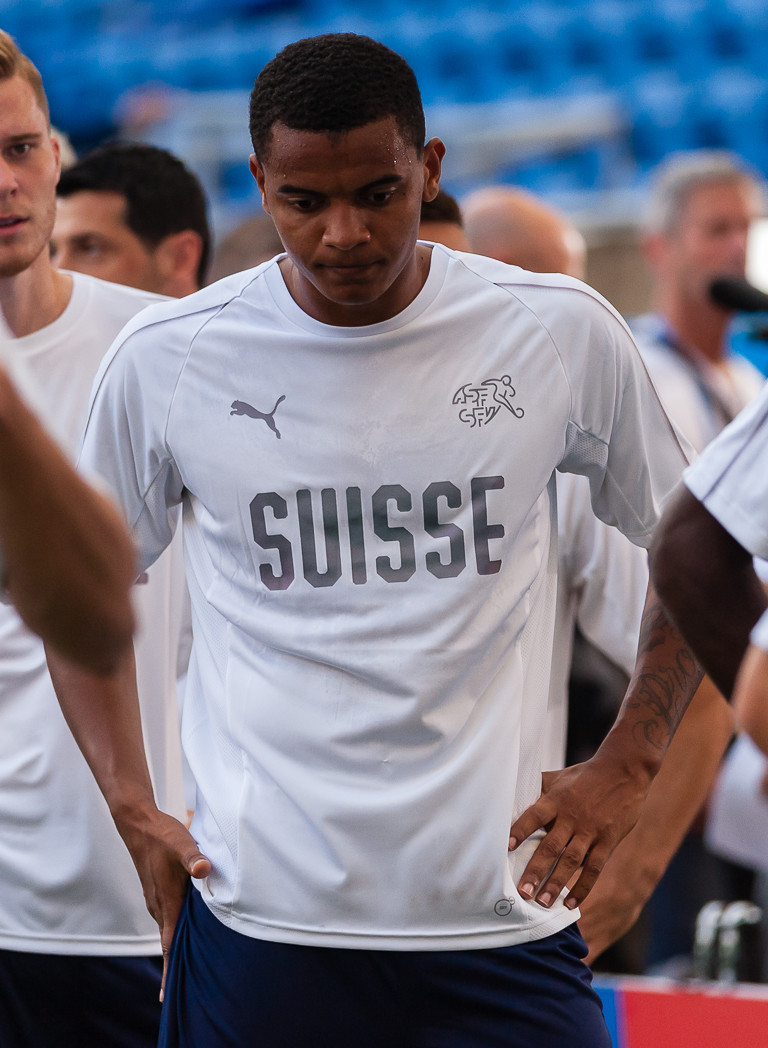
Akanji com a seleção da Suíça na Copa do Mundo FIFA de 2018

Akanji fez duas aparições pela seleção sub-20 da Suíça. Sua estreia foi em 7 de setembro de 2014 no empate por 0 a 0 contra a seleção sub-20 da Alemanha. A partir de 2014, ele foi membro da seleção sub-21 da Suíça e estreou por eles em 26 de março na derrota por 0 a 3 contra a seleção sub-21 da Itália.[carece de fontes?]
Em 9 de junho de 2017, Akanji estreou pela seleção principal da Suíça em uma vitória por 2 a 0 contra as Ilhas Faroé em uma partida de qualificação para a Copa do Mundo de 2018, onde jogou os 90 minutos completos.
Ele foi incluído na lista de 23 jogadores da Suíça para a Copa do Mundo FIFA de 2018 na Rússia e começou todas as quatro partidas da equipe enquanto alcançavam as oitavas de final.
Em maio de 2019, Akanji jogou nas Finais da Liga das Nações da UEFA de 2019, onde sua equipe terminou em quarto lugar.
Em 2021, ele foi convocado para a seleção suíça para a Eurocopa da UEFA de 2020. Ele começou todas as cinco partidas da Suíça enquanto chegavam às quartas de final, marcando seu gol na vitória da Suíça sobre a França em uma disputa de pênaltis na fase de oitavas de final.
Em 24 de setembro de 2022, Akanji marcou seu primeiro gol internacional sênior contra a Espanha em uma vitória por 2 a 1 na Liga das Nações da UEFA. Em 7 de dezembro de 2022, ele marcou o único gol para a Suíça em uma derrota por 6 a 1 para Portugal nas oitavas de final da Copa do Mundo FIFA de 2022.

## Títulos
Fc Basel
- Super Liga Suíça: 2015–16, 2016–17
- Copa da Suíça: 2016–17[20]

Borussia Dortmund
- Supercopa da Alemanha: 2019
- Copa da Alemanha: 2020–21[21]

Manchester City
- Liga dos Campeões da UEFA: 2022–23[22]
- Premier League: 2022–23 e 2023–24[23]
- Copa da Inglaterra: 2022–23
- Supercopa da UEFA: 2023
- Copa do Mundo de Clubes da FIFA: 2023[24]
- Supercopa da Inglaterra: 2024